# Dysstroma flammifera
Dysstroma flammifera är en fjärilsart som beskrevs av Walker 1862. Dysstroma flammifera ingår i släktet Dysstroma och familjen mätare. Inga underarter finns listade i Catalogue of Life.